# 烏達鄉 (阿爾傑什縣)
44°52′36″N 24°35′18″E / 44.8767°N 24.5882°E
烏達鄉（羅馬尼亞語：Comuna Uda, Argeș），是羅馬尼亞的鄉份，位於該國中南部，由阿爾傑什縣負責管轄，面積81平方公里，海拔高度435米，2007年人口2,227，人口密度每平方公里27人。